# Базофилия
Базофилия (от др.-греч. βάσις основание и φιλία — дружба, любовь, склонность) — химическое сродство к основаниям, в том числе, к осно́вным красителям. 
Базофилией в гистологии называют способность клеточных структур окрашиваться основными (щелочными) красителями (азуром, пиронином, гематоксилином и др.), обусловленная кислотными свойствами окрашивающихся компонентов клетки, главным образом нуклеиновых кислот (ДНК и РНК). Повышение базофилии клетки обычно свидетельствует о происходящем в ней интенсивном белковом синтезе. Базофилия свойственна растущим, регенерирующим, опухолевым тканям. Используется для различения клеток крови (см. базофилы), анализа клеток передней доли гипофиза, островковой ткани поджелудочной железы и.т.д.